# Leposternon
Leposternon — рід плазунів родини амфісбенових (Amphisbaenidae). Представники цього роду мешкають в Південній Америці.

## Види
Рід Leposternon нараховує 11 видів:
- Leposternon bagual Ribeiro, Santos & Zaher, 2015
- Leposternon cerradensis Ribeiro, Vazsilva & Santos, 2008
- Leposternon infraorbitale (Berthold, 1859)
- Leposternon kisteumacheri Porto, Soares & Caramaschi, 2000
- Leposternon maximus Ribeiro, Nogueira, Cintra, da Silva & Zaher, 2011
- Leposternon microcephalum Wagler, 1824
- Leposternon mineiro Ribeiro, Lima-Silveira & Santos, 2018
- Leposternon octostegum (A.H.A. Duméril, 1851)
- Leposternon polystegum (A.H.A. Duméril, 1851)
- Leposternon scutigerum (Hemprich, 1820)
- Leposternon wuchereri (W. Peters, 1879)

## Етимологія
Наукова назва роду Leposternon походить від сполучення слова дав.-гр. λεπος — луска і στερνον — грудна клітка.